# Saxifraga corsica
Saxifraga corsica är en stenbräckeväxtart. Saxifraga corsica ingår i Bräckesläktet som ingår i familjen stenbräckeväxter.

## Underarter
Arten delas in i följande underarter:
- S. c. corsica
- S. c. cossoniana
- S. c. ebusitana
- S. c. fontqueri